# 4604 Stekarstrom
4604 Stekarstrom è un asteroide della fascia principale. Scoperto nel 1987, presenta un'orbita caratterizzata da un semiasse maggiore pari a 2,1752629 UA e da un'eccentricità di 0,1293257, inclinata di 1,41054° rispetto all'eclittica.
L'asteroide è dedicato alla coppia di astrofili e fotografi statunitensi Stephen E. e Karen M. Strom.